# بيتي نوكس
بيتي نوكس (بالإنجليزية: Betty Knox)‏ هي صحفية أمريكية، ولدت في 10 مايو 1906، وتوفيت في 25 يناير 1963.